# Cosmia ochreaconspersa
Cosmia ochreaconspersa là một loài bướm đêm trong họ Noctuidae.